# Leo Tover
Leo Tover (* 6. Dezember 1902 in New Haven, Connecticut; † 30. Dezember 1964 in Los Angeles) war ein US-amerikanischer Kameramann.

## Leben und Wirken
Tover war bereits als knapp 16-Jähriger zum Film gekommen und hatte seine Karriere 1918 als Clapper Boy bei der Norma Talmadge Film Co. begonnen. 1922 wechselte er zu den New Yorker Studios der Famous Players und durfte nach insgesamt acht Jahren der Assistenz und als einfacher Kameramann 1926 erstmals als Chefkameramann einen Film fotografieren. 
Seitdem war Tover für die führenden Hollywood-Gesellschaften (ab 1928: United Artists, MGM, Paramount, 20th Century Fox und zuletzt, 1963/64, für die Universal) aktiv. Er fotografierte Produktionen nahezu sämtlicher Genres und erwies sich sowohl als fähiger Schwarz-Weiß- wie Farbfilm-Kameramann. Leo Tover galt als technisch versierter Handwerker, ohne jedoch allzu große Innovationsfreude oder eine besondere, künstlerische Raffinesse zu entwickeln.
Zu seinen bedeutendsten Arbeiten gehörten die Filme Der Tag, an dem die Erde stillstand (1951) und Die Reise zum Mittelpunkt der Erde (1959). Seine Karriere im Filmgeschäft begann er 1926 als Kameramann für den Film Fascinating Youth. Im Jahr 1942 war er für seine Arbeit an Das goldene Tor für den Oscar nominiert. Acht Jahre später erhielt er eine weitere Nominierung für diese Trophäe, dieses Mal für seine Mitwirkung an Die Erbin.
Seine einzige Ehe mit Schauspielerin Mary Kornman in den 1930er-Jahren endete in Scheidung.

## Filmografie (Auswahl)
- 1926: Glückliche Jugend (Fascinating Youth)
- 1926: The Great Gatsby
- 1926: Irrungen der Liebe (Love’s Greatest Mistake)
- 1927: Das Fräulein vom Amt (The Telephone Girl)
- 1929: Street Girl
- 1929: The Vagabond Lover
- 1930: The Silver Horde
- 1930: The Gay Diplomat
- 1930: The Royal Bed
- 1931: Transgression
- 1931: Die letzten Vier (The Lost Squadron)
- 1932: Symphony of Six Million
- 1933: Ich bin kein Engel (I’m No Angel)
- 1934: Bolero
- 1934: Phantom der Revue (Murder at the Vanities)
- 1935: The Big Broadcast of 1936
- 1935: Frauen-Launen (The Bride Comes Home)
- 1936: Die zweite Mutter (Valiant Is the Word for Carrie)
- 1936: Im Kreuzverhör (Maid of Salem)
- 1937: Pariser Bekanntschaft (I Met Him in Paris)
- 1937: Die Insel der Verlorenen Schiffe (Ebb Tide)
- 1938: Blaubarts achte Frau (Bluebeard’s Eighth Wife)
- 1940: The Biscuit Eater
- 1941: I Wanted Wings
- 1941: Das goldene Tor (Hold Back the Dawn)
- 1942: Der Major und das Mädchen (The Major and the Minor)
- 1946: Die Frau am Strand (The Woman on the Beach)
- 1947: Späte Sühne (Dead Reckoning)
- 1947: Vierzehn Jahre Sing-Sing (I Walk Alone)
- 1947: Rauhe Ernte (Wild Harvest) (Kamera der Second Unit)
- 1948: Die Schlangengrube (The Snake Pit)
- 1949: Die Erbin (The Heiress)
- 1950: Die schwarze Lawine (The Secret Fury)
- 1951: Die Ehrgeizige (Payment on Demand)
- 1951: Der Tag, an dem die Erde stillstand (The Day the Earth Stood Still)
- 1951: Vergeltung am Teufelssee (The Secret of Convict Lake)
- 1952: Wir sind gar nicht verheiratet (We’re Not Married!)
- 1952: Der Stolz von St. Louis (The Pride of St. Louis)
- 1953: Gefährtin seines Lebens (The President’s Lady)
- 1953: Der unheimliche Untermieter (Man in the Attic)
- 1955: Treffpunkt Hongkong (Soldier of Fortune)
- 1955: Drei Rivalen (The Tall Men)
- 1956: Pulverdampf und heiße Lieder (Love Me Tender)
- 1956: Feuertaufe (Between Heaven and Hell)
- 1957: Zwischen Madrid und Paris (The Sun Also Rises)
- 1959: Die Reise zum Mittelpunkt der Erde (Journey to the Center of the Earth)
- 1959: Engel auf heißem Pflaster (Say One for Me)
- 1962: Something’s Got to Give (unvollendet)
- 1962: Ein Sommer in Florida (Follow That Dream)
- 1963: Sonntag in New York (Sunday in New York)
- 1964: Fremde Bettgesellen (Strange Bedfellows)